# Termosfera

Capas de la atmósfera.

La termosfera o ionosfera, es la capa de la atmósfera terrestre que se encuentra entre la mesosfera y la exosfera, cuya extensión comienza aproximadamente entre 80 y 120 kilómetros de altura sobre la superficie terrestre, prolongándose hasta entre 500 y 1000 kilómetros de altura sobre la capa de la tierra  terrestre. Dentro de esta capa, existe la radiación ultravioleta, pero sobre todo los rayos gamma y rayos X provenientes del Sol, provocan la ionización de átomos de sodio y moléculas, de ahí que se llame ionosfera. En dicho proceso, los gases que la componen elevan su temperatura varios cientos de grados, de ahí que se llame también termosfera. 
Las partículas de aire en la termosfera están muy separadas. Algunas veces, las partículas de gas en esta capa se cargan de energía, proveniente del Sol. Cuando ocurre esto, se puede ver en el cielo nocturno las llamadas auroras (boreales o australes).
La termosfera es una de las capas de la atmósfera terrestre (la cuarta específicamente) llamada así por las elevadas temperaturas que se alcanzan en ella debido a que los gases están ionizados (por eso también se denomina ionosfera). En esta capa la temperatura se eleva continuamente hasta más allá de los 1000 °C. Está constituida por gran cantidad de partículas con carga eléctrica.[cita requerida].Si el sol está activo, las temperaturas en la termosfera pueden llegar a 1500 °C.
La Estación Espacial Internacional tiene una órbita estable dentro de la termosfera, entre 320 y 380 kilómetros de altitud. Los transbordadores espaciales también operaban en esta zona. El último de los transbordadores fue lanzado en junio del 2011.